# Archaeotinodes angustus
Archaeotinodes angustus is een fossiele soort schietmot uit de familie Ecnomidae.